# Nekrolog 1564
Nekrolog
◄◄
| ◄
| 1560
| 1561
| 1562
| 1563
| 1564 | 1565 | 1566 | 1567 | 1568 | ► | ►►
Weitere Ereignisse | Allgemeiner Nekrolog 1564
Die Beschreibung der verstorbenen Person sollte so kurz wie möglich gehalten sein und nur deren signifikante Tätigkeit(en) enthalten.
Neue Namen ggf. auch unter dem Geburts- und Sterbedatum, also etwa unter 1. Januar und im Geburts- und Sterbejahr (2024) eintragen (nur bei entsprechender großer Wichtigkeit). Für Beispiele siehe die schon vorhandenen Artikel.
Außerdem über die fünf zuletzt Verstorbenen, zu denen es einen ausreichend guten Artikel für eine Präsentation auf der Hauptseite gibt, nach der todesbedingten Überarbeitung der Artikel ggf. auch unter Wikipedia Diskussion:Hauptseite informieren und sie am besten auch in den anderen Wikipedia-Sprachversionen eintragen. Tipp: Regelmäßig bei news.google.de nach „ist tot“, „gestorben“ oder „verstorben“ suchen.
Wenn eine Person gestorben ist, gibt es viele Seiten zu dieser Person in der Wikipedia, die davon auch betroffen sind und entsprechend aktualisiert werden müssen. Beispiele: Namenübersichtsseite, Geburtsjahr, Geburtsort-Seiten und viele mehr.
Wie finde ich die betroffenen Seiten?
Im Suchfeld auf der linken Seite gibt man den Suchbegriff so ein: „Vorname Nachname“. Dann klickt man auf Volltext und alle Seiten mit entsprechendem Suchtext werden aufgerufen. Hier sieht man dann schnell, wo auch das Todesjahr Sinn macht oder sogar ein Teil des Artikels angepasst werden muss. Auch hilft das „Werkzeug“ auf der linken Seite sehr gut, um solche Seiten aufzufinden: „Links auf diese Seite“. Somit ist die Wikipedia wieder aktuell in allen Bereichen! Hinweis: bei Eintragung der Kategorie „Gestorben JAHR“ wird der Missbrauchsfilter 49 ausgelöst, was jedoch nicht schlimm ist. Siehe: Spezial:Missbrauchsfilter/49
Dies ist eine Liste von im Jahr 1564 verstorbenen bekannten Persönlichkeiten. Die Einträge erfolgen innerhalb der einzelnen Daten alphabetisch sortiert. Tiere sind im Nekrolog für Tiere zu finden.

## Januar
| Tag        | Name               | Beruf, bekannt als                                                       | Alter | Beleg |
| ---------- | ------------------ | ------------------------------------------------------------------------ | ----- | ----- |
| 27. Januar | Jean IV. de Brosse | französischer Graf von Penthièvre sowie Herzog von Chevreuse und Étampes |       |       |
| 31. Januar | Tommaso Campeggi   | römisch-katholischer Bischof                                             |       |       |

## Februar
| Tag         | Name                            | Beruf, bekannt als                                                           | Alter | Beleg |
| ----------- | ------------------------------- | ---------------------------------------------------------------------------- | ----- | ----- |
| 1. Februar  | Andreas Hyperius                | reformierter Theologe und Reformator                                         | 52    |       |
| 14. Februar | Arnold Abel                     | deutscher Steinmetz und Bildhauer der Renaissance                            |       |       |
| 18. Februar | Elisabeth von Pfalz-Simmern     | Gräfin von Erbach                                                            | 44    |       |
| 18. Februar | Diego López de Zúñiga y Velasco | spanischer Offizier, Vizekönig von Peru                                      |       |       |
| 18. Februar | Michelangelo                    | italienischer Maler, Bildhauer und Architekt                                 | 88    |       |
| 22. Februar | Johann Glandorp                 | deutscher Humanist, Pädagoge, Dichter, evangelischer Theologe und Reformator | 62    |       |

## März
| Tag     | Name                | Beruf, bekannt als                                       | Alter | Beleg |
| ------- | ------------------- | -------------------------------------------------------- | ----- | ----- |
| 5. März | Isabel de Josa      | katalanische Humanistin und Autorin                      | 73    |       |
| 5. März | Friedrich Staphylus | deutscher lutherischer und römisch-katholischer Theologe | 51    |       |
| 7. März | Nicolaus Episcopius | Drucker und Verleger im 16. Jahrhundert                  |       |       |

## April
| Tag       | Name                    | Beruf, bekannt als                                                                                      | Alter | Beleg |
| --------- | ----------------------- | --- | ----- | ----- |
| 1. April  | Christoph Froschauer    | Schweizer Buchdrucker                                                                                   |       |       |
| 8. April  | Georg Hartmann          | deutscher Mathematiker und Instrumentenhersteller                                                       | 75    |       |
| 21. April | Jakob Herbrot           | deutscher Kaufmann und Politiker                                                                        |       |       |
| 26. April | Eberhard von Berckhusen | Hofrat von Herzog Erich II., Verfasser einer genealogischen Schrift über hannoversche Patrizierfamilien |       |       |
| 28. April | Aimar de Maugiron       | französischer Bischof                                                                                   |       |       |

## Mai
| Tag     | Name                  | Beruf, bekannt als                                                          | Alter | Beleg |
| ------- | --------------------- | --------------------------------------------------------------------------- | ----- | ----- |
| 1. Mai  | Andreas Ligsalz       | Münchner Patrizier                                                          |       |       |
| 2. Mai  | Rodolfo Pio           | italienischer Kardinal der katholischen Kirche                              | 64    |       |
| 15. Mai | Matthäus Judex        | lutherischer Theologe und Reformator                                        | 35    |       |
| 23. Mai | Amalie von Hirschberg | Äbtissin des Klarissenklosters Hof                                          |       |       |
| 27. Mai | Johannes Calvin       | Schweizer Reformator französischer Abstammung und Begründer des Calvinismus | 54    |       |

## Juni
| Tag      | Name                   | Beruf, bekannt als                    | Alter | Beleg |
| -------- | ---------------------- | ------------------------------------- | ----- | ----- |
| 1. Juni  | Loy Hering             | Eichstätter Bildhauer der Renaissance |       |       |
| 18. Juni | Anton von Stiten       | Bürgermeister von Lübeck              |       |       |
| 27. Juni | Sophie von Brandenburg | Burggräfin von Böhmen                 | 22    |       |
| 29. Juni | Matthäus Flege         | lutherischer Prediger                 |       |       |

## Juli
| Tag      | Name                       | Beruf, bekannt als                                                   | Alter | Beleg |
| -------- | -------------------------- | -------------------------------------------------------------------- | ----- | ----- |
| 18. Juli | Hans Hofmann von Grünbühel | österreichischer Schatzmeister                                       |       |       |
| 22. Juli | Peter Cyro                 | Schweizer Jurist und Politiker                                       |       |       |
| 23. Juli | Éléonore de Roye           | durch Heirat Fürstin von Condé                                       | 29    |       |
| 25. Juli | Ferdinand I.               | Kaiser des Heiligen Römischen Reichs und König von Böhmen und Ungarn | 61    |       |
| 31. Juli | Luis de Velasco            | zweiter Vizekönig von Mexiko                                         |       |       |

## August
| Tag        | Name              | Beruf, bekannt als                   | Alter | Beleg |
| ---------- | ----------------- | ------------------------------------ | ----- | ----- |
| 2. August  | Thomas Grynaeus   | Schweizer Theologe                   |       |       |
| 16. August | Burkhard Mithoff  | deutscher Mediziner und Mathematiker | 63    |       |
| 30. August | Sabina von Bayern | Herzogin von Württemberg             | 72    |       |

## September
| Tag           | Name                       | Beruf, bekannt als                                       | Alter | Beleg |
| ------------- | -------------------------- | -------------------------------------------------------- | ----- | ----- |
| 3. September  | Julius von Pflug           | letzter katholischer Bischof von Naumburg                |       |       |
| 4. September  | Jasper von Gennep          | deutscher Verleger und Buchdrucker                       |       |       |
| 8. September  | Mathurin Cordier           | französischer Pädagoge                                   |       |       |
| 23. September | Johann Christoph vom Grüth | Schweizer Benediktinermönch, Abt des Klosters Muri       |       |       |
| 26. September | Theodor Bibliander         | Schweizer reformierter Theologe, Orientalist, Reformator |       |       |
| September     | Matteo Gribaldi            | italienischer Jurist und Reformator                      |       |       |

## Oktober
| Tag         | Name                                | Beruf, bekannt als                                                                                                | Alter | Beleg |
| ----------- | ----------------------------------- | --- | ----- | ----- |
| 5. Oktober  | Pierre de Manchicourt               | franko-flämischer Komponist und Kapellmeister der Renaissance                                                     |       |       |
| 6. Oktober  | Guido Ascanio Sforza di Santa Fiora | italienischer Adliger und Kardinal                                                                                | 45    |       |
| 8. Oktober  | Matthias Gunderam                   | deutscher evangelischer Theologe                                                                                  |       |       |
| 11. Oktober | Martin Borrhaus                     | deutscher Theologe, Reformator                                                                                    |       |       |
| 15. Oktober | Andreas Vesalius                    | flämischer Anatom; gilt als Begründer der neuzeitlichen Anatomie sowie des morphologischen Denkens in der Medizin | 49    |       |
| 18. Oktober | Johannes Acronius Frisius           | friesischer Gelehrter, Mathematiker und Astronom                                                                  |       |       |

## November
| Tag         | Name                 | Beruf, bekannt als                                             | Alter | Beleg |
| ----------- | -------------------- | -------------------------------------------------------------- | ----- | ----- |
| 1. November | Wibrandis Rosenblatt | Frau von Johannes Oekolampad, Wolfgang Capito und Martin Bucer |       |       |
| 3. November | Johann Sciurus       | deutscher Mathematiker, Philologe und evangelischer Theologe   |       |       |
| 8. November | Melchior Fendt       | deutscher Physiker und Mediziner                               |       |       |

## Dezember
| Tag          | Name                          | Beruf, bekannt als                                                      | Alter | Beleg |
| ------------ | ----------------------------- | ----------------------------------------------------------------------- | ----- | ----- |
| 2. Dezember  | Antoine Barbé                 | franko-flämischer Komponist, Kapellmeister und Kleriker der Renaissance |       |       |
| 6. Dezember  | Ambrosius Blarer              | deutscher Kirchenliederdichter                                          | 72    |       |
| 10. Dezember | Domenico Campagnola           | italienischer Maler und Kupferstecher                                   |       |       |
| 12. Dezember | Valentin Kötzler              | deutscher Rechtsgelehrter                                               | 65    |       |
| 15. Dezember | Georg Flach                   | Bischof der römisch-katholischen Kirche                                 |       |       |
| 18. Dezember | Diethelm Blarer von Wartensee | Abt des Klosters St. Gallen                                             |       |       |
| 27. Dezember | Hans Ungnad                   | österreichischer Staatsmann und Buchdrucker                             | 71    |       |
| 31. Dezember | Edward North, 1. Baron North  | englischer Politiker der Tudor-Zeit                                     |       |       |

## Datum unbekannt
| Tag | Name                          | Beruf, bekannt als                                                                       | Alter | Beleg |
| --- | ----------------------------- | ---------------------------------------------------------------------------------------- | ----- | ----- |
|     | Masséot Abaquesne             | französischer Töpfer und Fayencier                                                       |       |       |
|     | Hans von Ahlefeldt            | Adliger Herr von Seestermühe, auf Gut Seestermühe und halb auf Gut Seegaard bei Kliplev. |       |       |
|     | Ambrosius Becht               | Bürgermeister von Heilbronn                                                              |       |       |
|     | Pierre Belon                  | französischer Naturforscher und Botaniker                                                |       |       |
|     | Francisco Fajardo             | venezolanischer Konquistador                                                             |       |       |
|     | Hans Gerngroß                 | württembergischer Maler                                                                  |       |       |
|     | Giovanni da Udine             | italienischer Maler der Renaissance                                                      |       |       |
|     | Anna von Graben               | Edelfrau, Herrin von Kornberg                                                            |       |       |
|     | Hara Toratane                 | Samurai der Sengoku-Zeit in Japan                                                        |       |       |
|     | Jacob Knade                   | evangelischer Theologe der Reformationszeit                                              |       |       |
|     | Mae Kut                       | König des laotischen Königreiches Lan Na im heutigen Nord-Thailand                       |       |       |
|     | Vincenzo Maggi                | italienischer Literat und Philosoph                                                      |       |       |
|     | Lazarus Nürnberger            | deutscher Kaufmann                                                                       |       |       |
|     | Bernardino Ochino             | italienischer reformatorischer Theologe                                                  |       |       |
|     | Georg Rieder II               | deutscher Maler und Kartograf                                                            |       |       |
|     | Franciscus de Rivulo          | deutscher Komponist, Kirchenmusiker und Kapellmeister der Renaissance                    |       |       |
|     | Josaphat Grabner zu Rosenburg | protestantischer Adeliger                                                                |       |       |
|     | Jean de Tournes               | französischer Drucker und Verleger                                                       |       |       |
|     | Jakob Woller                  | deutscher Bildhauer der Renaissance                                                      |       |       |
|     | Heinrich Zell                 | Kartograf, Astronom und Bibliothekar                                                     |       |       |